# Присвил (Саскачеван)
Присвил (енгл. Preeceville) је варошица у источном делу канадске провинције Саскачеван. Насеље се налази у горњем делу тока реке Асинибојн, у подручју североисточне шумостепе на око 105 км северно од града Јорктона, на раскрсници магистралних друмова 9, 47 и 49.

## Историја
Иако је ово подручје било познато трговцима крзнима још крајем 18. века, прве фарме су основане тек крајем следећег века. Насеље је основано 1900, а административно је уређено као село у фебруару 1912, исте године када је кроз насеље прошла железница. Насеље је добило име у част породице Прис (Preece) на чијем земљишту је и основано. Велики број досељеника је био Украјинског и Скандинавског порекла. Највећи раст насеље је доживело током 40их година прошлог века од када има административни статус варошице (30. новембар 1946). Исте године у насељу је живело 540 становника, а демографски максимум је био 1986. када је регистровано 1.272 становника. 

## Демографија
Према резултатима пописа становништва из 2011. у варошици је живело 1.070 становника у укупно 579 домаћинстава, што је за 1,9% више у односу на 1.050 житеља колико је регистровано 
приликом пописа 2006. године.
| 2006. | 2011. |
| ----- | ----- |
| 1,050 | 1,070 |